# Liste der Monuments historiques in Isle-Saint-Georges
Die Liste der Monuments historiques in Isle-Saint-Georges führt die Monuments historiques in der französischen Gemeinde Isle-Saint-Georges auf.

## Liste der Objekte
| Bezeichnung                                       | Beschreibung                     | Standort                        | Kennzeichnung | Schutzstatus | Datum | Bild |
| ------------------------------------------------- | -------------------------------- | ------------------------------- | ------------- | ------------ | ----- | ---- |
| Skulptur Madonna mit Kind                         | Holz, vergoldet, 18. Jahrhundert | in der Kirche St-Georges (Lage) | PM33000547    | Classé       | 1988  |      |
| Votivgabe: Modell eines Segelschiffes             | Holz, 18./19. Jahrhundert        | in der Kirche St-Georges (Lage) | PM33000970    | Classé       | 1989  |      |
| Bemalung einer Holztür: Heilige Katharina         | 16./17. Jahrhundert              | in der Kirche St-Georges (Lage) | PM33001598    | Inscrit      | 1986  |      |
| Bas-Relief: Der heilige Georg besiegt den Drachen | Stein, 14. Jahrhundert           | in der Kirche St-Georges (Lage) | PM33001597    | Inscrit      | 1986  |      |
| Skulptur des heiligen Joseph                      | Holz, vergoldet, 18. Jahrhundert | in der Kirche St-Georges (Lage) | PM33001627    | Inscrit      | 1988  |      |